# Синхуа
Синхуа (кин: 新华; пин: Xinhua) је новинска агенција у Кини. Основана је 1931. са седиштем у Пекингу. Највећа је медијска компанија у Кини.
Синхуа је издавач, као и новинска агенција. Објављује на више језика и представља канал за дистрибуцију информација у вези са владом Кине и владајућом Кинеском комунистичком партијом (КПК).